# Alfajayucan (kommun)
Alfajayucan är en kommun i Mexiko.   Den ligger i delstaten Hidalgo, i den sydöstra delen av landet, 110 km norr om huvudstaden Mexico City. Antalet invånare är 16 859.
Följande samhällen finns i Alfajayucan:
- Alfajayucan
- Santa María Xigui
- Yonthe Chico
- La Huapilla
- San Agustín Tlalixticapa
- Primera Manzana Dosdha
- Los Ángeles
- Segunda Manzana Zundhó
- Naxthéy
- La Salitrera
- Cuarta Manzana
- Cuarta Manzana Toxtha
- Las Fuentes
- Pueblo Nuevo
- El Doydhe
- El Peñón
- La Cruz
- La Venta